# 星武飛行場
星武飛行場（ソンムひこうじょう、朝鮮語: 성무 비행장）は、忠清北道清州市にある大韓民国空軍士官学校所属の附属飛行訓練場である。
飛行場の性質上、軍用機のみを取り扱っており、空軍士官学校の飛行訓練生の訓練用航空機も利用している。